# Jaap van Zweden
Jaap van Zweden, (Olandese: ja:p fan zwe:dən; Inglese: jɑːp væn zweɪdən), (Amsterdam, 12 dicembre 1960), è un direttore d'orchestra e violinista olandese. Attualmente è direttore musicale dell'Orchestra Filarmonica di Hong Kong e della New York Philharmonic.

## Biografia
Van Zweden nacque ad Amsterdam, nell'Olanda Settentrionale. Suo padre, un pianista, lo incoraggiò a iniziare gli studi di violino all'età di cinque anni e studiò musica ad Amsterdam. All'età di 15 anni vinse la competizione per violino di Oskar Back; questo gli permise di frequentare la Juilliard School negli Stati Uniti, dove ha studiato con Dorothy DeLay.

### Carriera
Nel 1979, all'età di 18 anni, van Zweden divenne uno dei due primi violini dell'Orchestra reale del Concertgebouw. Fu il più giovane violinista ad assumere quella posizione, che mantenne fino al 1995. Si esibì inoltre come solista con molte altre orchestre.
Van Zweden iniziò a lavorare come direttore d'orchestra dopo che Leonard Bernstein lo ebbe invitato a dirigere una prova d'orchestra a Berlino. Dichiarò di aver imparato molto sulla direzione orchestrale dall'osservazione dei vari direttori che hanno diretto i concerti dell'Orchestra del Concertgebouw. Diresse inizialmente piccoli gruppi e nel 1997 diventò direttore d'orchestra a tempo pieno. Il suo primo incarico fu come direttore principale dell'Orkest van het Oosten (Orchestra dell'Oriente o dell'Olanda Symphony Orchestra) a Enschede, nei Paesi Bassi. Ha lavorato in questo incarico dal 1996 al 2000. Van Zweden è stato direttore principale della Residentie Orchestra all'Aja dal 2000 al 2005 ed ha registrato le sinfonie complete di Ludwig van Beethoven con loro. Nel 2005 è diventato direttore principale e direttore artistico della Radio Filharmonisch Orkest (RFO; Netherlands Radio Philharmonic) di Hilversum. Nel febbraio 2007 estese il suo contratto con la RFO fino al 2013. Nell'agosto 2010 l'orchestra ha annunciato che van Zweden avrebbe lasciato il posto di direttore generale della RFO nel 2012 per assumere la carica di direttore ospite onorario. Van Zweden è stato direttore principale della Antwerp Symphony Orchestra dal 2008 al 2011.
Fuori dall'Europa van Zweden ha fatto il suo debutto negli Stati Uniti con la Saint Louis Symphony nel 1996. La sua seconda apparizione come direttore negli Stati Uniti è stata con la Dallas Symphony Orchestra nel febbraio 2006, un concerto molto applaudito. Sulla base di questo ingaggio, la Dallas Symphony lo ha nominato come direttore musicale, successore di Andrew Litton, a partire dalla stagione 2008/09. Il suo contratto iniziale era di quattro anni, in cui nel primo anno era previsto di tenere 12 settimane di concerti in abbonamento e poi per 15 settimane nei successivi tre anni. Per la stagione 2007/08 ha ricoperto il titolo di Direttore musicale designato. Nell'ottobre 2009 la Dallas Symphony annunciò l'estensione del suo contratto fino alla stagione 2015/16. Nel novembre 2013 l'orchestra ha annunciato un'ulteriore estensione del suo contratto fino al 2019.

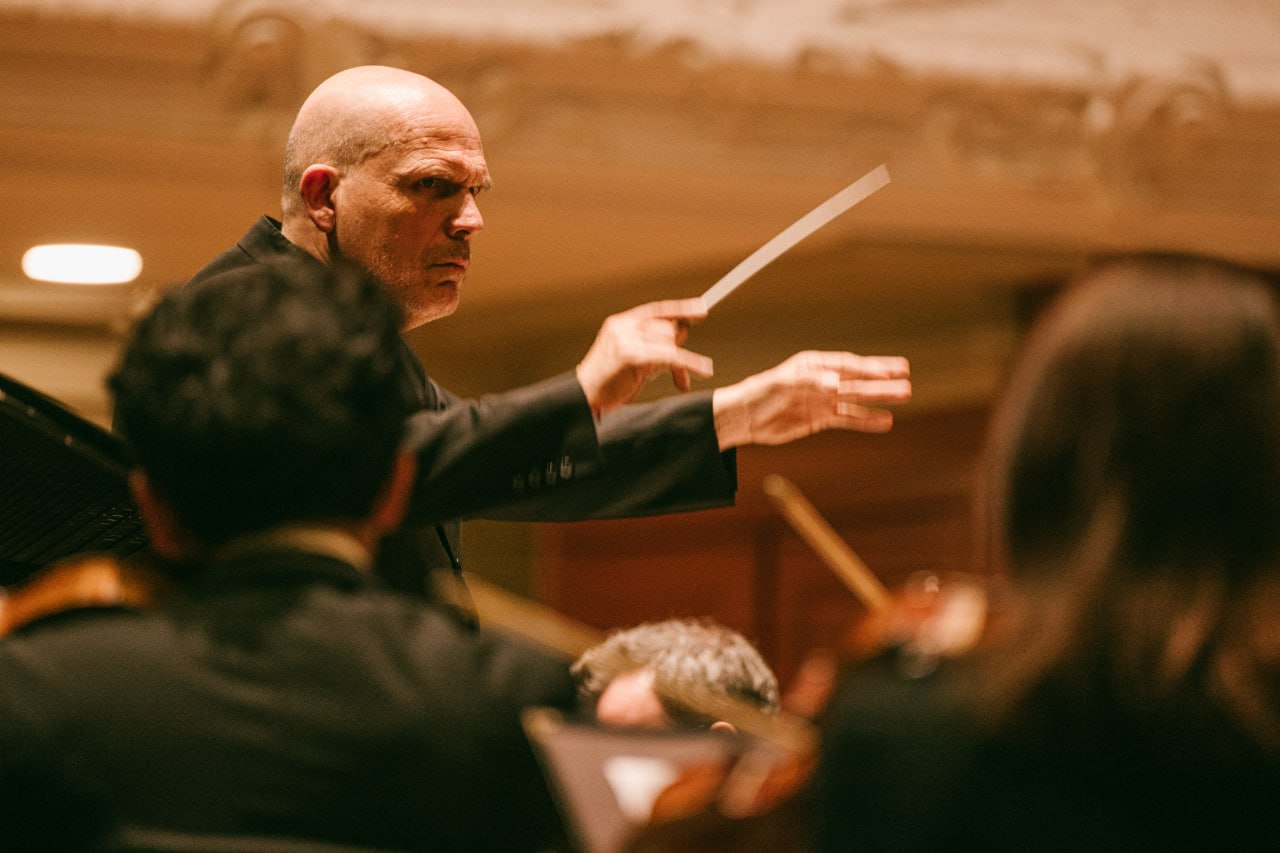
Jaap Van Zweden in un concerto a Basilea, Svizzera

Nel gennaio 2012 l'Orchestra Filarmonica di Hong Kong annunciò la nomina di Van Zweden come successivo direttore musicale, con un contratto iniziale di quattro anni, a partire dal 1º agosto 2012. Debuttò come direttore musicale dell'orchestra il 28 settembre 2012. Nel giugno 2016 Van Zweden estese il suo contratto con l'Hong Kong Philharmonic Orchestra fino alla stagione 2021/2022.
Van Zweden ha diretto per la prima volta la New York Philharmonic come direttore ospite nell'aprile 2012. Tornò per impegni successivi nel novembre 2014 e nell'ottobre 2015. Nel gennaio 2016 la New York Philharmonic annunciò la nomina di van Zweden come successivo direttore musicale, efficace con la stagione 2018/19, con un contratto iniziale di cinque anni. Van Zweden è previsto come direttore musicale designato per la stagione 2017/18. Parallelamente a questo appuntamento, nel gennaio 2016, la Dallas Symphony ha annunciato la conclusione programmata della direzione musicale della Dallas Symphony di van Zweden alla fine della stagione 2017/18, una stagione prima del suo ultimo contratto a Dallas. Con la stagione 2018/19 van Zweden ha assunto il titolo di direttore laureato della Dallas Symphony, per il periodo dal 2018 al 2021.

### Vita privata
Dal 1983 è sposato con l'artista Aaltje van Zweden-van Buuren. Hanno una figlia, Anna-Sophia e tre figli, Daniel, Benjamin e Alexander. I van Zweden hanno un particolare interesse per l'autismo, visto che il loro figlio Benjamin è autistico. Nel 2000 hanno fondato la Fondazione Papageno per aiutare i bambini autistici a ricevere la musicoterapia.